# Цинкорганични съединения
Цинковият атом се свързва директно с въглероден атом от някакъв въглеводороден радикал, образувайки цинкорганични съединения. Те са от два различни типа – RZnX и R2Zn. Получават се, когато цинк в елементарно състояние реагира в етерен разтвор и при липса на въздух с алкилхалогенид, например метилйодид – CH3I. Още при обикновена температура се образува метилцинков йодид – CH3–Zn–J. От него чрез загряване и при диспропорциониране се получава диметилцинк:
Zn + CH3I → CH3-Zn-I
2CH3ZnI→ Zn(CH3)2 + ZnI2.
По аналогичен начин може да се получи диетилцинк и други алкилцинкови съединения.
Диметилцинкът е получен още от Франкланд през 1849 г. Той е безцветна, неприятно миришеща течност, която на въздуха лесно се запалва. Диетилцинкът също е течност с т.т. 118 °С. На въздух също така се запалва. Изобщо всички алкилцинкови съединения са извънредно реактивоспособни. По-рано те са се използвали за осъществяване на най-разнообразни синтези в органичната химия. Поради това че са извънредно неустойчиви и на въздух се самозапалват, вече не се използват. От вода те се хидролизират:
Zn(CH3)2 + 2H2O → Zn(OH)2 + 2CH4